# Teresa Billington-Greig
Teresa Billington-Greig, née le 15 octobre 1877 à Preston (Angleterre) et morte le 21 octobre 1964 à Londres, est une suffragette qui créa la Women's Freedom League. Elle se démarqua par cela d'une autre organisation féministe, la Women's Social and Political Union (WSPU).

## Biographie
Teresa Billington-Greig naît à Preston, dans le Lancashire en 1876, et grandit à Blackburn. Elle est la fille de William Billington et Helen Wilson,. Elle est élève d'une école catholique de Blackburn jusqu'à ses treize ans, puis elle s'enfuit du domicile familial à dix-sept ans, pour aller vivre chez un oncle de Manchester, qui la laisse poursuivre ses études. Elle participe aux activités de la Ancoats University Settlement. Elle enseigne dans une école à partir de 1901 et se détermine comme athée, ce qui nécessite qu'elle quitte son établissement et enseigne dans une école juive, grâce au soutien d'Emmeline Pankhurst. Elle rejoint le Parti travailliste indépendant. Elle fonde, en avril 1904, la branche de la Equal Pay League au sein du syndicat des enseignants de Manchester, et en devient la secrétaire bénévole,. Elle rejoint la Women's Social and Political Union (WSPU) fin décembre 1903 ou en janvier 1904, puis elle est nommée conférencière de l'organisation.
En 1905, elle devient organisatrice salariée à temps plein du Parti travailliste indépendant, dont elle est membre depuis 1903 et elle devient l'assistante de James Keir Hardie. Elle crée en 1906 à Londres, avec Annie Kenney, une filiale de la WSPU et organise la publicité et des manifestations, notamment le 25 avril 1906, où elle déploie un drapeau Votes for Women depuis la galerie des dames pendant le débat à la Chambre des communes. Le 19 mai 1906, elle organise la première grande manifestation publique de la WSPU, qui part de l'East End et arrive au parlement, et participe aux actions qui consistent à perturber les apparitions publiques de personnalités politiques. Ainsi, elle est arrêtée le 19 juin 1906, lors d'une incursion avec un groupe de militantes, devant le domicile d'Herbert Henry Asquith à Cavendish Square à qui elle demande un entretien, et condamnée au choix à une amende ou deux mois de détention dans la prison de Holloway. Un lecteur anonyme du Daily Mirror paye l'amende et elle est relâchée. Elle est à nouveau arrêtée en octobre 1906 après la manifestation lors de l'ouverture du parlement, et condamnée à deux mois de détention à la prison de Holloway. En juin 1906, elle se rend en Écosse pour organiser la Women's Social and Political Union, notamment à Aberdeen. Elle fait la connaissance de l'homme d'affaires socialiste Frederick Lewis Greig, qu'elle épouse le 8 février 1907. Le couple adopte le nom de Billington-Greig et conclut un contrat de mariage qui assure aux conjoints une égalité de droits. 
Les différends croissants avec les Pankhurst conduisent à sa démission en tant qu'organisatrice salariée de la WSPU, tout en restant secrétaire et organisatrice honoraire, c'est-à-dire bénévole, du mouvement. 
Plusieurs membres de la WSPU, notamment Billington-Greig, envoient le 14 septembre 1907 une lettre ouverte à Emmeline Pankhurst, dans laquelle elles expriment leur inquiétude sur la façon dont l'organisation est dirigée et fondent la Women's Freedom League (WFL), dont Billington-Greig devient la secrétaire nationale. Elle représente la WFL en 1908 au congrès d'Amsterdam de l'Alliance internationale des femmes. En juin 1910, elle est porte-drapeau de la WFL à la Women's Coronation Procession (en). Cependant, elle démissionne de la WFL en 1910 lorsque l'organisation entreprend une nouvelle campagne de militantisme après la défaite de la Conciliation Bill de 1910.
Bien qu'elle n'ait pas immédiatement rejoint une autre organisation, Billington-Greig a continué à écrire et à mener une activité de conférencière. Elle s'occupe également de sa fille Fiona, née en décembre 1915, et soutient l'activité professionnelle de son mari durant et après la guerre,, notamment en créant la Women's Billiards Association. Elle reprend des activités au sein de la Women's Freedom League en 1937, travaillant pour son comité électoral des femmes. Elle participe au activités du Six Point Group, mouvement créé par Margaret Haig Thomas, en 1958.
Elle s'intéresse particulièrement à l'histoire du mouvement suffragiste, et rédige des biographies, un livre, The Militant Suffrage Movement, publié en 1911, et des articles critiques de la politique du mouvement suffragiste : « Feminism and Politics », publié dans la Contemporary Review en 1911 dans lequel elle regrette le manque de politique féministe au sein du mouvement. Elle exprime des critiques similaires dans un texte non publié, « The Feminist Revolt: An Alternate Policy » En lieu et place des méthodes militantes alors courantes (atteintes aux biens, par exemple), elle recommande aux suffragettes d'essayer diverses tactiques Elle s'exprime également en faveur de l'égalité entre femmes et hommes dans l'éducation et dans le mariage. 
Elle meurt le 21 octobre 1964, au South London Hospital for Women.

## Activités éditoriales
Elle publie en 1907 The Woman with the Whip, livre dans lequel elle souligne la spécificité des châtiments infligés aux femmes arrêtées lors des actions suffragistes, qui selon elle sont de nature sexuelle et justifie sa riposte qui consiste à utiliser elle-même un fouet lors des tentatives d'expulsion ou d'arrestation, ce qui lui vaut le sobriquet de « femme au fouet ». En 1911, elle publie The Militant Suffrage Movement : Emancipation in a Hurry, puis Consumers in Revolt (1912) et Women and the Machine (1913).